# Benjamin R. Barber

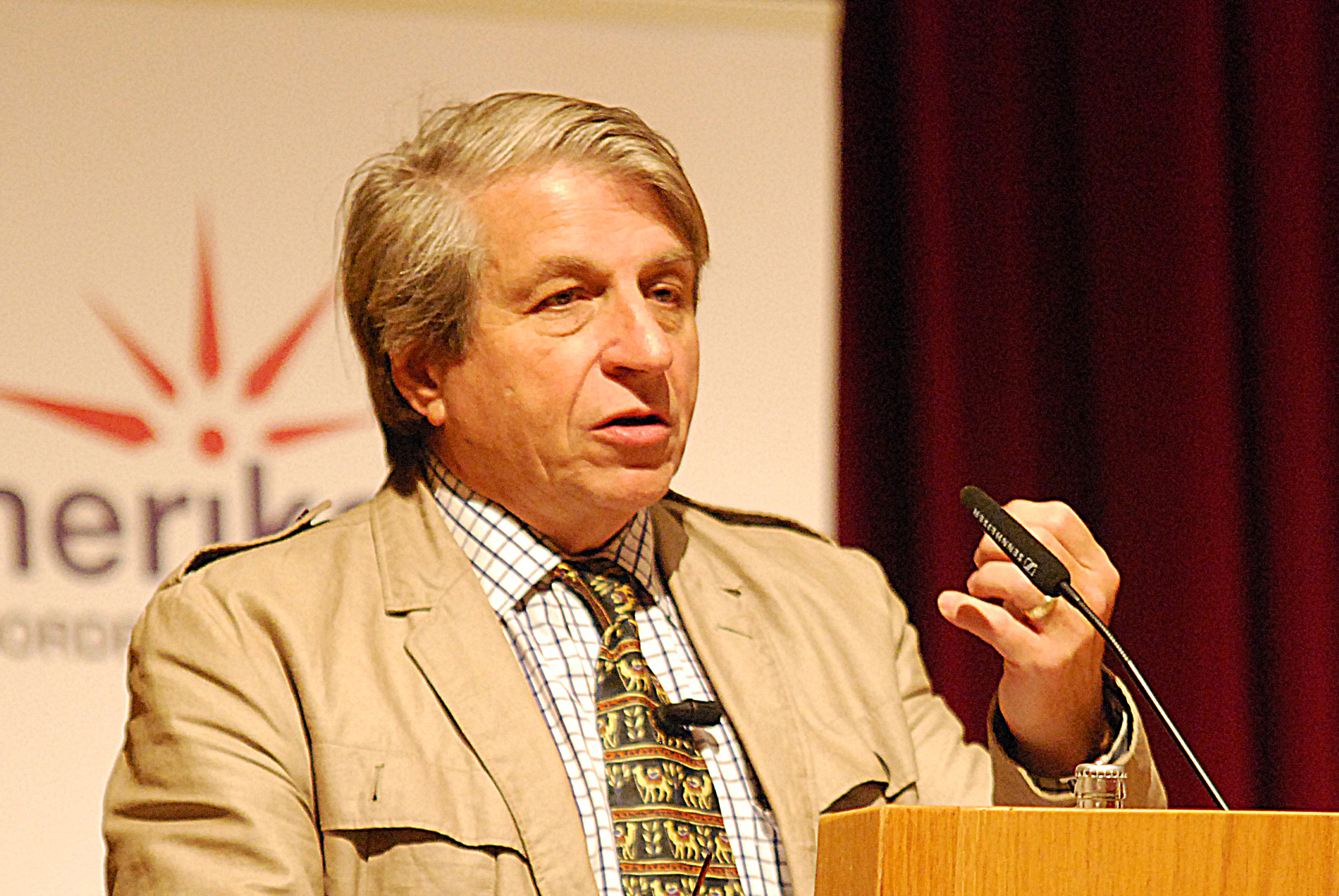
Benjamin R. Barber 2010

Benjamin R. Barber (* 2. August 1939 in New York City, New York; † 24. April 2017 ebenda) war Professor für Zivilgesellschaft an der University of Maryland und einer der einflussreichsten Politikwissenschaftler der Vereinigten Staaten.

## Leben
Barber wuchs in New York auf. Im Alter von 18 Jahren ging er zum Studium an das Albert Schweitzer College in Graubünden. 1958 setzte er sein Studium an der London School of Economics and Political Science fort. Nach seinem Diplom 1963 folgte 1966 die Promotion im Fach „Government“ an der Harvard University. Für George Quinceys Oper Home and the River verfasste er das Libretto. Er war mit der Choreographin Leah Kreutzer verheiratet. 2001 wurde er Professor für Zivilrecht an der Universität von Maryland.
Barber war innenpolitischer Berater der Clinton-Regierung und beriet zahlreiche andere Körperschaften und Politiker (u. a. Howard Dean und Roman Herzog). Er stand der sozialphilosophischen Strömung des Kommunitarismus nahe. In seinem Hauptwerk Strong Democracy (Starke Demokratie) von 1984, das zugleich als ein zentrales Werk des Kommunitarismus gilt, kritisierte er die repräsentative Demokratie (u. a. in den USA) und stellte eine radikal-demokratische Alternative in Form der partizipatorischen Demokratie dagegen. Dabei griff er Jean-Jacques Rousseaus Vorstellung wieder auf, Repräsentation sei Gift für die Demokratie.
Von Barber stammt auch der einflussreiche Buchtitel Jihad versus McWorld („Dschihad gegen McWorld“, deutscher Verlagstitel Coca-Cola und Heiliger Krieg). Darin beschreibt er die Bedrohung der Zivilgesellschaft durch zwei gegenläufige Phänomene: radikal-partikularistische Ideologien wie den religiösen Fundamentalismus einerseits und andererseits einen uneingeschränkten Kapitalismus, der Bürger in bloße Konsumenten verwandele und so ebenfalls infantilisiere.
Barber war außerdem Mitvorsitzender der Initiative Democracy Collaborative, die versucht, Ressourcen des Bildungssystems zur Stärkung der Zivilgesellschaft zu mobilisieren. Darüber hinaus unterstützte er verschiedene weitere Initiativen.

## Schriften

### Starke Demokratie
Barbers Buch Starke Demokratie (1984, deutsch 1994) ist in den USA sehr verbreitet. Mit diesem Werk formuliert er eine partizipatorische Demokratietheorie in Form einer normativen Demokratietheorie: Nicht die objektive gesellschaftliche oder politische Analyse ist Grundlage für die Theorie, sondern es wird nach Analyse des Demokratiedefizits ein erstrebenswerter Zustand beschrieben. Demokratische Erziehung soll die  Bürgerschaft wiederbeleben und so die unmittelbare Selbstregierung der Bürger ermöglichen. Barber ist skeptisch gegenüber einer ausschließlich repräsentativen Demokratie, in der die Repräsentation von Interessen nur noch von Berufspolitikern wahrgenommen wird: „Starke Demokratie ist die Politik von Amateuren“, so Barber. Er folgt damit der Linie anderer republikanischer Theoretiker wie Thomas Jefferson, Alexis de Tocqueville, Walt Whitman, John Dewey und Hannah Arendt und will eine Aussöhnung des demokratischen Republikanismus mit der modernen Gesellschaft erreichen.
Als Kennzeichen der „Starken Demokratie“ bezeichnet Barber
- eine „Form von Gemeinschaft, die nicht kollektivistisch“ ist,
- eine „Form des öffentlichen Argumentierens, die nicht konformistisch“ ist,
- das Vorhandensein „bürgerlicher Institutionen, die mit einer modernen Gesellschaft vereinbar sind“ (S. 146).

Das Buch gliedert sich in drei Teile:
1. Analyse der Lage der Demokratie (Krisendiagnose): Der Liberalismus führe dazu, dass aus dem Recht auf Privatheit Egoismus werde, Toleranz zu Apathie verfalle und aus Rechten  Indifferenz werde. Damit geht die Vorstellung einher, dass Institutionen die Motivation der Bürger zur Beteiligung degenerieren lassen.
2. Aufbau einer anderen Sichtweise (alternative Begrifflichkeit): Barber formuliert zunächst seinen Politikbegriff: „Politik beginnt dort, wo Entscheidungszwang besteht, obwohl keine allgemein anerkannte Wahrheit mehr zu erkennen ist“. Politische Konflikte sollen öffentlich und unter Beteiligung der Bürger in Form eines „anhaltenden Gesprächs“ und durch gegenseitiges Verständnis und Anerkennung ausgetragen werden.
3. Veränderungsvorschläge auf praktischer Grundlage (demokratische Reformagenda): Barbers Agenda will politische Institutionen so verändern, dass Beteiligung der Bürger und politische Entscheidungsfindung erleichtert wird. Gleichzeitig möchte er eine unrealistische Überbeanspruchung der Bürger vermeiden.

Konkret fordert Barber eine neue „Architektur des öffentlichen Raums“. Demokratische Partizipation soll unter anderem durch landesweite „Nachbarschaftsversammlungen“ (je aus ca. 1000 bis 5000 Bürger) mit legislativen Kompetenzen auf kommunaler Ebene gestärkt werden.

### „Jihad versus McWorld“ – Coca-Cola und Heiliger Krieg
Dieses Buch bzw. dessen Titel machten Barber auch außerhalb politikwissenschaftlicher Kreise bekannt. Die zentrale These lautet, dass die Zivilgesellschaft von zwei Seiten bedroht wird, die Exklusion statt Inklusion und Anarchie statt demokratisch legitimierter Entscheidungsfindung fördern. Als plakative Etiketten beider Phänomene dienen einerseits Dschihad (damit meint er radikale christliche oder islamische Strömungen oder regionale Unabhängigkeitsbewegungen wie im Baskenland oder Katalonien); andererseits ein intellektuell entleerter und sozial verantwortungsloser Kapitalismus, für den Barber das Schlagwort „McWorld“ verwendet – in Anspielung auf das Präfix „Mc“ vieler McDonald’s-Produkte.
Wichtig ist, dass der Begriff „Dschihad“ bei Barber nicht eine besondere Bedrohung der westlichen Kultur durch den islamischen Kulturkreis suggeriert. Vielmehr dient der Begriff als Metapher für extreme partikularistische, ja tribalistische Tendenzen als Gegenströmungen zur Globalisierung, die auch in westlichen Gesellschaften vorhanden sind bzw. von diesen unterstützt werden – so spricht Barber ausdrücklich auch von einem „Dschihad“ der amerikanischen Rechten oder warnt vor der auch von westlichen Nationen betriebenen Zerstückelung von Staaten, die dazu führe, dass „beinahe jeder Stadtteil als Nation und fast jeder Wohnblock als potenzielle souveräne Einheit behandelt werden muss“.
Dschihad und McWorld sind dialektisch aufeinander bezogen: Obwohl sie sich bekämpfen, bringen sie sich gegenseitig hervor und bedingen gegenseitig ihre Intensität.

„Beide führen Krieg gegen den souveränen Nationalstaat und untergraben dessen demokratische Institutionen. Beide verabscheuen die Zivilgesellschaft und verachten demokratische Bürgerschaft, keiner von beiden sucht nach alternativen demokratischen Institutionen. Ihr gemeinsames Merkmal ist die Gleichgültigkeit gegenüber bürgerlicher Freiheit. Der Dschihad formt Gemeinschaften ‚aus Blut‘, die auf Exklusion und Hass basieren; Gemeinschaften, die Demokratie zugunsten eines tyrannischen Paternalismus oder einvernehmlichen Tribalismus in den Wind schlagen. Die McWorld formt globale Märkte, die auf Konsum und Profit basieren und die Themen des öffentlichen Interesses und des Gemeinwohls, die früher vielleicht von demokratischen Bürgerschaften und deren wachsamen Regierungen gefördert wurden, einer nicht vertrauenswürdigen, vielleicht sogar völlig fiktiven, unsichtbaren Hand überlassen. […]
Der Dschihad verfolgt eine blutige Identitätspolitik, die McWorld eine blutleere Profitwirtschaft. Da man ‚ohne eigenes Zutun‘ [by default] zur McWorld gehört, ist jeder zunächst Verbraucher; wenn man einen Platz für seine Identität sucht, gehört jeder zu irgendeinem Stamm. Aber keiner ist mehr ein Bürger. Wie aber kann es ohne Bürger Demokratie geben?“

Barber wendet sich ausdrücklich gegen eine Gleichsetzung von Demokratie und Marktwirtschaft. Zwar schlössen sich beide nicht kategorisch aus, hätten aber oft genug unvereinbare Interessen. Insbesondere polemisiert er die im amerikanischen Sprachgebrauch geläufige Rhetorik, die suggeriere, Konsumenten würden durch Auswahl zwischen mehr Produkten politisch „emanzipiert“ (empowered).
Barber warnt vor einer Ersetzung politischer Ideologien durch eine konsumorientierte Bilderwelt (videology) und insbesondere vor dem Einfluss des Fernsehens – „McWorld’s noisy soul“ sei MTV. In dieser Fernsehkritik knüpft Barber an Thesen Neil Postmans an; die von ihm beobachtete Zersetzung des politischen Bewusstseins durch Markenfetischismus hat Naomi Kleins globalisierungskritisches „Manifest“ No Logo! beeinflusst.
Barbers Gegenstrategie besteht in der Stärkung der Zivilgesellschaft, die er bereits in Starke Demokratie vorschlug.

„Die Zivilgesellschaft, der bürgerliche Raum, besetzt die Mitte zwischen Politik und privatem Sektor. Dort geben wir weder unsere Stimme ab, noch kaufen und verkaufen wir; dort sprechen wir mit unseren Nachbarn über die Einstellung eines Schülerlotsen, planen eine Benefizaktion für die örtliche Schule, diskutieren darüber, wie unsere Kirche oder Synagoge Obdachlosen eine Unterkunft schaffen kann, oder wir organisieren ein Softball-Sommerturnier für unsere Kinder. In diesem Bereich sind wir ‚öffentliche‘ Wesen, wie eine Regierung haben wir einen Sinn für öffentliche Aufgaben und Achtung vor dem Gemeinwohl; aber anders als eine Regierung erheben wir keinen Anspruch auf die Ausübung eines Gewaltmonopols. […] Wie der Privatsektor hat auch dieser nachbarschaftliche, kooperative Bereich der Zivilgesellschaft teil am ‚Geschenk der Freiheit‘, […] aber anders als der Privatsektor, strebt er Gemeinsamkeit und konsensuelle […] Handlungsweisen an. Die Zivilgesellschaft ist somit öffentlich-politisch, ohne Zwangscharakter zu haben; sie ist freiwillig-voluntaristisch, ohne privatisiert zu sein.“

Damit argumentiert Barber analog zu Jürgen Habermas, der dazu aufruft, die „Lebenswelt“ als potenziellen Rückzugsraum der „idealen Sprechsituation“ gegen die „Kolonisierung“ durch die Systeme von politischer Bürokratie und Wirtschaft zu stärken; ähnliche Thesen vertritt auch Zygmunt Bauman in Die Krise der Politik. Allerdings ist Habermas’ Sprache sehr viel abstrakter. Bei Bauman gibt es einen stärkeren kulturpessimistischen Grundton, während Barbers Stil „lebensnaher“ und trotz teilweise giftiger Kritik der US-Gesellschaft von einem für amerikanische Autoren typischen Optimismus geprägt ist.

## Veröffentlichungen (Auswahl)

### Bücher
- 1969 (mit Carl J. Friedrich und Michael Curtis): Totalitarianism in Perspective. New York: Praeger Publishers.
- 1971: Superman and Common Men: Freedom, Anarchy and The Revolution. New York: Praeger Publishers.
- 1974: The Death of Communal Liberty: A History of Freedom in a Swiss Mountain Canton. Princeton: Princeton University Press.
- 1975: Liberating Feminism. New York: Continuum Books/Seabury Press.
- 1981: Marriage Voices: A Novel. New York: Summit Books.
- 1984: Strong Democracy: Participatory Politics for A New Age. Berkeley: University of California Press (deutsch 1994 als Starke Demokratie – Über die Teilhabe am Politischen- Berlin: Rotbuch).
- 1988: The Conquest of Politics: Liberal Philosophy in Democratic Times. Princeton: Princeton University Press.
- 1988 (mit Patrick Watson): The Struggle for Democracy. Book of the CBC/PBS television series “The Struggle For Democracy.” Toronto: Lester Orpen & Dennys.
- 1992: An Aristocracy of Everyone: The Politics and Education and The Future of America. New York: Ballantine Books.
- 1996: Jihad vs. McWorld. How Globalism and Tribalism are Reshaping The World. New York: Ballantine Books. ISBN 0-345-38304-4. (deutsch 1996 als Coca Cola und Heiliger Krieg. Wie Kapitalismus und Fundamentalismus Demokratie und Freiheit abschaffen, München: Scherz, und 2000 als Demokratie im Würgegriff. Kapitalismus und Fundamentalismus – eine unheilige Allianz, Frankfurt/Main: Fischer).
- 1998: A Passion for Democracy: American Essays. Princeton: Princeton University Press.
- 1998: A Place For Us: How To Make Society Civil and Democracy Strong. New York: Hill and Wang/Farrar & Strauss.
- 2001: The Truth of Power: Intellectual Affairs in The Clinton White House. New York: W.W. Norton.
- 2003: Fear’s Empire: War, Terrorism and Democracy in an Age of Intedependence. New York: W.W. Norton (deutsch 2003 als Imperium der Angst. Die USA und die Neuordnung der Welt. München: Beck. ISBN 3-406-50954-1).
- 2004: Soziale Gerechtigkeit, Neue Antworten in der globalisierten Ökonomie? Klartext-Verlagges., ISBN 3-89861-320-8.
- 2007: Consumed! (Consumed! Wie der Markt Kinder verführt, Erwachsene infantilisiert und die Bürger verschlingt. 395 S., C.H. Beck, München 2007, ISBN 978-3-406-57159-6)[7]

### Artikel
- Wie demokratisch ist das Internet? In: Telepolis, 9. April 1998.
- Ein Krieg „jeder gegen jeden“: Terror und die Politik der Angst. In: Aus Politik und Zeitgeschichte B 18/2002, 22. Mai 2002. Übersetzung aus dem Englischen von Dagmar Schittly. Benjamin Barber versucht, mögliche Ursachen für die Terroranschläge vom 11. September 2001 aufzuzeigen. Dabei geht er zuerst auf die Wirkungen des modernen Terrorismus ein,.
- „Räumen Sie doch mal auf!“ Ein ZEIT-Gespräch über die Zukunft der Demokratie. Die Zeit 45/1998, archiviert vom Original am 3. Dezember 2013; abgerufen am 30. April 2017.
- Vom Ende der Neocons. In: Cicero, November 2005.
- Die ambivalenten Auswirkungen digitaler Technologie auf die Demokratie in einer sich globalisierenden Welt. Wissensgesellschaft.org, Website der Heinrich-Böll-Stiftung, 2002
- Schwächt oder stärkt E-Technologie die Demokratie?, in: Robertson-von Trotha, Caroline Y. (Hrsg.): Kultur und Gerechtigkeit (= Kulturwissenschaft interdisziplinär/Interdisciplinary Studies on Culture and Society, Bd. 2), Baden-Baden 2007.

### Interview
- Robert Misik: Politologe über Identitätsshopping: „Wir glauben, wir sind, was wir kaufen“. Interview mit Benjamin Barber in: taz, 12. April 2008.
- Wieland Freund: Konsumkritik: Der Kapitalismus macht uns alle zu Kindern. Interview mit Benjamin Barber in: Die Welt, 21. April 2008